# Okawa Shaznay
Okawa Shaznay là một nữ diễn viên Nollywood đến từ Cameroon và là người đầu tiên từ đất nước của cô đột nhập thành công vào Nollywood với vai diễn trong bộ phim bom tấn Iyore; đóng cùng với Rita Dominic và Joseph Benjamin. Okawa Shaznay cũng đã trở nên nổi bật hơn với vai chính trong bộ phim truyền hình ăn khách năm 2016 Delilah: The Mysterious Case of Delilah Ambrose. Cô đã giành giải thưởng Người phụ nữ tinh tế của năm (ELOY) cho Nữ diễn viên truyền hình của năm 2016 cho vai diễn trong Delilah.

## Cuộc sống ban đầu và bối cảnh
Okawa Shaznay được sinh ra ở Cameroon. cô bắt đầu học trung học tại trường trung học Presbyterian Mankon, Bamenda, Cameroon. Shaznay sau đó chuyển đến Hoa Kỳ để học cao hơn, nơi cô tốt nghiệp với bằng cử nhân kế toán tại Đại học Texas Southern.

## Sự nghiệp
Shaznay đã phát triển sở thích biểu diễn nghệ thuật từ khi còn nhỏ tham gia các vở kịch sân khấu và các dự án phim nhỏ ở quê nhà. Với sự đổ bộ rất lớn của các bộ phim Nigeria vào thời điểm đó và đang diễn ra, nó đã đưa cô đến với thế giới của Nollywood vào những năm 90 mà cô trở nên yêu thích và ngưỡng mộ. Shaznay góp mặt trong bộ phim đầu tiên của cô ở Cameroon có tên "Master DJ" năm 2004. Sau đó, cô chuyển đến Hoa Kỳ vào năm 2005 để học cao học, sau đó cô tốt nghiệp năm 2009 với bằng cử nhân Kế toán của Đại học Texas Southern. Đó là vào houston tx, cô tham gia nhóm All Africa Theatre, người mà cô đã di chuyển trên đường với 2 mùa hè biểu diễn bản chuyển thể từ "Things Fall Apart" của Chinua Achebe trong vai Ezinne. Sau đó, cô tiếp tục thực hiện hơn 10 bộ phim châu Phi ở Mỹ làm việc cùng với một số ngôi sao lớn nhất của nollywood.
Trong giai đoạn này từ năm 2010, Shaznay bắt đầu có tiếng vang trong ngành công nghiệp điện ảnh châu Phi và được trích dẫn trong 50 người gốc Colombia hàng đầu năm 2010 của Dulce Caminer để đề phòng. Một cựu hoa hậu người Mỹ gốc Hoa; Cô bùng nổ trong bối cảnh Nollywood/Gollywood năm 2013 với vai diễn trên màn ảnh rộng trong bộ phim "Kẻ lừa đảo"  đạo diễn huyền thoại người châu Phi Frank Rajah Arase mà cô được đề cử là Nữ diễn viên triển vọng nhất năm 2013 Biểu tượng Giải thưởng Học viện Điện ảnh. Cô cũng đóng vai chính trong dự án phim phát hành năm 2016 "REFUGEES"  được quay tại Ghana vào năm 2012 và hoàn thành ở Atlanta Hoa Kỳ vào những tháng cuối năm 2013. Cô đóng vai chính trong bộ phim đầu tiên của mình được quay ở Nigeria vào năm 2014, đó là bộ phim rất được mong đợi Iyore  đóng cùng với nữ hoàng màn ảnh Nollywood Rita Dominic và Joseph Benjamin. Okawa cũng đã có một màn trình diễn xuất thần trong bộ phim được đón nhận năm 2014 "Sisters at War" aka (Cuộc chiến của chị em / Chị em xa cách)  đóng cùng với Jackie Appiah và Yvonne Nelson.

## Đóng phim
| Năm  | Phim ảnh                                                                   | Vai trò                                   | Ghi chú                                                                               |
| ---- | -------------------------------------------------------------------------- | ----------------------------------------- | ------------------------------------------------------------------------------------- |
| 2004 | Thạc sĩ DJ                                                                 | Sirri                                     |                                                                                       |
| 2008 | Điều răn thứ 8                                                             |                                           |                                                                                       |
| 2009 | Lồng                                                                       |                                           |                                                                                       |
| 2009 | Quà của Thống đốc                                                          |                                           |                                                                                       |
| 2010 | Cược                                                                       | Ân sủng                                   |                                                                                       |
| 2011 | Mặt khác của tình yêu                                                      |                                           |                                                                                       |
| 2011 | Đây là Houston                                                             |                                           |                                                                                       |
| 2012 | Lớp X                                                                      |                                           |                                                                                       |
| 2013 | Endz cao                                                                   |                                           |                                                                                       |
| 2013 | Theo đuổi mù                                                               |                                           |                                                                                       |
| 2013 | Gian lận 1 & 2                                                             | Clara                                     | với Jackie Appiah & Adjetey Anang                                                     |
| 2014 | Chị em trong chiến tranh 1 & 2                                             | Ayah Ampah                                | với Jackie Appiah, Yvonne Nelson và Koffi Ajorlolo.                                   |
| 2014 | Gian lận kỳ nghỉ                                                           | Tracy                                     | với Yvonne Nelson, Eddie Watson                                                       |
| 2014 | Hoàng tử Barmah                                                            | Rita Nash                                 | với Jackie Appiah, Koffi Ajorlolo & Kalsum Sinare.                                    |
| 2015 | Sẹo                                                                        | Gaya Lawson                               | với Mike Ezuruonye, Clarion Chukwurah và Lilian Esoro.                                |
| 2015 | Iyore                                                                      | Amenze / Onaiwu Esosa / Công chúa Ajoke / | với Rita Dominic, Joseph Benjamin, Yemi Blaq, Paul Obazele, Bukky Wright.             |
| 2016 | Những người tị nạn                                                         | Nahlela                                   | với Belinda Effah, Yvonne Nelson.                                                     |
| 2016 | Delilah: Vụ án bí ẩn của Delilah Ambrose (phim truyền hình) - Lý do 1 & 2. | Delilah Ambrose                           | với Clarion Chukwurah, Michael Okon, Paul Obazele.                                    |
| 2017 | Con đường cắt ngang                                                        | Giai điệu êm ái                           | với Ken Erics, Frank Artus & Emem Inwang.                                             |
| 2017 | Người lạ hoàn hảo                                                          | Anastasia Lawson                          | với Desmond Elliott, Segun Arinze và Barbara Soky.                                    |
| 2017 | Cà vạt linh hồn                                                            | Ân sủng                                   | với Ramsey Nouah.                                                                     |
| 2017 | Bị thương                                                                  | Cô bé                                     | với Desmond Elliott, Ini Edo, & Tony Umez, Padita Agu cho Châu Phi Magic Productions. |
| 2017 | Chộp lấy                                                                   | Ân sủng                                   | với Michael Godson & Linda Osifo cho Châu Phi Magic Productions.                      |
| 2017 | Đằng sau khuôn mặt                                                         | Amanda                                    | với Tony Umez và Michael Okon.                                                        |
| 2017 | Delilah: Vụ án bí ẩn của Delilah Ambrose (phim truyền hình) -Sory 3.       | Delilah Ambrose                           | với Tony Umez, Segun Arinze, Michael Okon.                                            |

## phân thưởng va sự bổ nhiệm
| Năm  | Biến cố                                          | Giải thưởng                                | Công việc | Kết quả |
| ---- | ------------------------------------------------ | ------------------------------------------ | --- | ------- |
| 2013 | Giải thưởng điện ảnh Golden Academy Academy 2013 | Nữ diễn viên triển vọng nhất               | style="background: #FDD; color: black; vertical-align: middle; text-align: center; " class="no table-no2"\|Đề cử          |         |
| 2014 | Giải thưởng điện ảnh Golden Academy Academy 2014 | Nữ phụ xuất sắc nhất                       | style="background: #FDD; color: black; vertical-align: middle; text-align: center; " class="no table-no2"\|Đề cử          |         |
| 2015 | Giải thưởng Nigeria 2015                         | Nữ diễn viên của năm (Châu Phi)            | style="background: #FDD; color: black; vertical-align: middle; text-align: center; " class="no table-no2"\|Đề cử          |         |
| 2016 | Giải thưởng quý cô tinh tế của năm (ELOY)        | Nữ diễn viên truyền hình của năm           | style="background: #99FF99; color: black; vertical-align: middle; text-align: center; " class="yes table-yes2"\|Đoạt giải |         |
| 2017 | Giải thưởng phê bình phim Nollywood và châu Phi  | Nữ diễn viên xuất sắc nhất trong loạt phim | style="background: #99FF99; color: black; vertical-align: middle; text-align: center; " class="yes table-yes2"\|Đoạt giải |         |
| 2018 | Giải thưởng Học viện Điện ảnh Châu Phi           | Nữ diễn viên xuất sắc nhất trong vai chính | style="background: #FDD; color: black; vertical-align: middle; text-align: center; " class="no table-no2"\|Đề cử          |         |